# Громадянин Льошка
«Громадянин Льошка» (рос. «Гражданин Лёшка») — радянський художній фільм 1980 року, знятий кіностудією «Мосфільм».

## Сюжет
Молодий бригадир лісорубів Льошка Ігнатов з гіркотою для себе бачить, що величезні запаси лісу, здобуті нелегкою працею, гниють на узбіччях дороги через просту безгосподарність. Піднявши тривогу в ліспромгоспі та не отримавши підтримки в районі, він летить до Москви й домагається негайного розв'язання очевидних проблем…

## У ролях
- Борис Галкін — Льошка Ігнатов
- Марина Яковлєва — Лариса
- Олександр Пашутін — Смагін, начальник відділу кадрів ліспромгоспу/пасажир з унітазом
- Микола Гринько — Іван Єфремович, директор ліспромгоспу
- Олександр Анісімов — Петро Олексійович Кіржинов, бригадир
- Олексій Жарков — Олежик, вальник лісу
- Микола Корноухов — Кузьма Петрович, вальник лісу
- Борис Юрченко — Юра Панов, вальник лісу
- Юрій Чернов — Федір, вальник лісу
- Раднер Муратов — Гекто, вальник лісу, водій лісовоза з краном-маніпулятором, багатодітний батько
- Микола Бріллінг — німецький бізнесмен в ресторані
- Валентина Березуцька — продавчиня в кондитерському відділі
- Ольга Гобзєва — Таня, телеведуча
- Анатолій Голик — пілот гвинтокрила
- Марина Голуб — сусідка Лариси по гуртожитку
- Юрій Гусєв — канадський лісоруб
- Зоя Ісаєва — епізод
- Віктор Крючков — режисер телебачення
- Наталія Кустинська — Наталія Миколаївна, гід групи канадських лісорубів
- Валерій Лущевський — епізод
- Єлизавета Нікіщихіна — дружина пасажира з унітазом
- Борис Новиков — офіціант у вагоні-ресторані
- Микола Парфьонов — метрдотель
- Надія Самсонова — секретарка Романа Захаровича
- Валентина Титова — стюардеса
- Галина Улєтова — співачка в ресторані
- Роман Хомятов — Роман Захарович, депутат в Москві
- Тетяна Хорошевцева — сусідка Лариси по гуртожитку
- Євген Шальников — епізод
- Галина Семенова — секретарка директора ліспромгоспу
- Надія Сіра — епізод
- Олександр Лебедєв — пасажир літака
- Володимир Уан-Зо-Лі — музикант

## Знімальна група
- Режисер — Віктор Крючков
- Сценаристи — Дмитро Іванов, Володимир Трифонов
- Оператор — Вадим Алісов
- Композитор — Павло Чекалов
- Художник — Валентин Поляков